# 伯氏金蛛
伯氏金蛛（学名：Argiope boesenbergi）为园蛛科金蛛属的动物。分布于日本、台湾岛以及中国大陆的四川、浙江、湖南、西藏等地，常栖息于灌木丛。